# كولن مكورت
كولن مكورت (بالإنجليزية: Colin McCourt) هو منافس ألعاب قوى بريطاني، ولد في 11 ديسمبر 1984.

## وصلات خارجية
- كولن مكورت على موقع الاتحاد الدولي لألعاب القوى (الإنجليزية)
- كولن مكورت على موقع الدوري الماسي (الإنجليزية)
- كولن مكورت على موقع اتحاد ألعاب الكومنولث (مؤرشف) (الإنجليزية)